# Dits et écrits

Dits et écrits constitue un recueil posthume d'entretiens, de conférences et d'articles du philosophe Michel Foucault. L'ouvrage, dont l'édition a été établie par Daniel Defert et François Ewald, avec la collaboration de Jacques Lagrange, a été publié chez Gallimard, d'abord en quatre volumes en 1994 dans la « Bibliothèque des sciences humaines », puis en deux volumes en 2001, dans la collection « Quarto », cette nouvelle édition remplaçant la première.

## «Pas de publication posthume»
Michel Foucault avait écrit qu'il ne voulait « pas de publication posthume ». Il avait à plusieurs reprises déclaré à son entourage : « Ne me faites pas le coup de Max Brod avec Kafka ».
Toutefois, si Daniel Defert explique que Foucault « se souciait peu de la postérité s’il n’était pas là pour dialoguer », il explique que le philosophe comptait travailler à un recueil de textes en sortant de l'établissement dans lequel il était hospitalisé des suites de son infection au VIH. Foucault n'a pas eu le temps de mener à bien son projet, car il décéda peu après.
Daniel Defert, qui apprend alors qu'il est exécuteur testamentaire, se met à travailler sur ce projet, en collaboration avec François Ewald. Ce dernier pousse alors à la création d'un Centre Michel-Foucault pour rassembler les archives. Si les conférences, articles et entretiens sont connus, leurs textes ou transcriptions n'étaient en effet pas toujours en possession de Michel Foucault. 
Le problème s'est de nouveau posé après la publication des Dits et écrits pour le travail éditorial des cours au Collège de France, enregistrés par les auditeurs, mais pas par le Collège de France lui-même.

## Choix éditoriaux
François Ewald et Daniel Defert ont choisi par respect pour la volonté de Michel Foucault de ne publier que des textes ayant d'une façon ou d'une autre déjà été rendus publics, du vivant de l'auteur, même pour un très petit public.
La présentation est faite de manière chronologique, suivant l'année de publication, de 1954 à 1988. Ce choix est selon Daniel Defert supposé permettre au travail de conserver sa validité bien plus longtemps qu'un classement thématique qui ne reflèterait que la vision de l'époque de l'œuvre de Michel Foucault. Daniel Defert note par ailleurs que ce classement permet de voir l'évolution du statut public de Michel Foucault : « on voit bien le dit prendre le pas sur l’écrit », c'est-à-dire que, prenant une dimension publique de plus en plus forte, Michel Foucault se voit toujours plus sollicité. Ses déclarations sont tout de même un reflet de l'état de ses réflexions, et non par exemple un simple commentaire d'actualité.
Tous ces textes n'ont pas été relus par l'auteur, car celui-ci ne revoyait que ceux qui étaient publiés en France. Michel Foucault déclare ainsi : « Vous faites références à des choses que je n’ai pas tout à fait écrites ; dites seulement au cours d’entretiens. Je ne suis pas sûr que je les maintiendrais telles quelles ». Daniel Defert concède que le fait de constituer une œuvre figée peut de ce point de vue être critiqué.